# Profertil Arena Hartberg
La Profertil Arena Hartberg è uno stadio di calcio situato a Hartberg, in Austria. È stato inaugurato nel 1946 ed ospita gli incontri dell'Hartberg.

## Carriera
Progettato con una capienza di 1350 spettatori, dopo la prima storica promozione dell'Hartberg in Fußball-Bundesliga è stato ampliato a 4500 posti.